# بيلي إنغل
بيلي إنغل (بالإنجليزية: Billy Engle)‏ هو ممثل أمريكي بدأ مسيرته الفنية سنة 1917. ظهر في قرابة 169 فيلما. امتدت مسيرته الفنية لأكثر من 40 عاما.

## الأعمال
- حدث ذات ليلة
- السيدة مينيفر
- أجمل سنوات العمر

## روابط خارجية
- بيلي إنغل على موقع IMDb (الإنجليزية)
- بيلي إنغل على موقع قاعدة بيانات الفيلم (الإنجليزية)